# Amegilla senegalensis
Amegilla senegalensis är en biart som först beskrevs av Heinrich Friese 1922.  Amegilla senegalensis ingår i släktet Amegilla och familjen långtungebin. Inga underarter finns listade i Catalogue of Life.